# Extensions d'EverQuest
 (mai 2025).
Si vous disposez d'ouvrages ou d'articles de référence ou si vous connaissez des sites web de qualité traitant du thème abordé ici, merci de compléter l'article en donnant les références utiles à sa vérifiabilité et en les liant à la section « Notes et références ».
EverQuest (EQ) est un jeu de rôle en ligne massivement multijoueur. Plusieurs extensions ont vu le jour depuis la sortie du jeu en mars 1999. Voici dans l’ordre d’apparition un récapitulatif de chacune d’entre elles :

## The Ruins of Kunark
The Ruins of Kunark (ROK) est la première extension pour le jeu EverQuest.
Introduisant un nouveau continent, Kunark, cette extension donne également accès à une nouvelle race jouable, les Iksars, Hommes-Lézards d'alignement Maléfique.
Outre une progression graphique indéniable, cette extension est caractérisée par un fond historique très complexe et fourni ayant largement contribué à l'évolution du monde de Norrath.
Ouvrant de nombreux nouveaux terrains de chasse pour personnages de tous les niveaux, Ruins of Kunark a également marqué la progression du niveau maximum de 50 à 60, introduisant les sorts et capacités correspondants.
The Ruins of Kunark a également introduit le concept de quêtes épiques, permettant à chaque classe de personnage d'obtenir une « epic », armes « ultimes » stigmatisant les capacités de la classe à laquelle elles sont rattachées.
Pour garder ses joueurs et sa communauté grandissante, le développeur Verant Interactive mit en place une politique de time sink sous forme de quêtes obligeant les joueurs à camper un endroit de nombreuses heures durant afin d'obtenir l'objet convoité pour progresser dans la quête. Ainsi, à partir de RoK, Everquest devint un des premiers jeux à obliger les joueurs à attendre devant leur écran un évènement particulier.
On peut supposer que cette attente passive encouragea les joueurs à lier des liens entre eux et à utiliser le système de chat pour communiquer. Ainsi une forte communauté émergea durant RoK, forte des heures pendant lesquelles les joueurs avaient dû attendre quelque chose.
Le phénomène des « eBayer » se démocratisa pendant cette période du jeu, certaines personnes pouvant gagner leur vie grâce aux items du jeu qu'ils vendaient sur eBay. La politique du développeur était pourtant stricte et n'autorisait pas ces transactions, mais eBay ne réalisait alors que peu de vérifications, et les joueurs étaient donc libres de monnayer leur patience.

## The Scars of Velious
The Scars of Velious (SoV) est la deuxième extension pour le jeu EverQuest.
Introduisant un nouveau continent, Velious, l'extension permet l'ouverture de disciplines pour les classes de mêlée (guerrier, moine et voleur) et un système innovant d'alignement par rapport aux personnages non joueurs : il est en effet possible de s'allier avec l'une des trois races suivantes : Géants, Nains ou Dragons.
L'extension permet par exemple de faire partie d'une armée naine dans une quête en dix étapes, ou de combattre des dragons dans leur temple (Temple de Veeshan), permettant ainsi d'accéder à une zone pleine de trompe-l'œil, rébus et autres énigmes : le Plan de la Duperie (Plane of Mischief).
Le contenu est beaucoup plus important que la précédente extension The Ruins of Kunark, le but étant aussi d'égaliser les différentes classes, en essayant de les rendre toutes plus ou moins utiles à haut niveau.
L'extension est articulée autour des alliances Nains - Géants - Dragons, et être allié avec l'une ou l'autre des factions pouvait être une décision stratégique, d'un point de vue personnel aussi bien que du point de vue d'une guilde entière.
La dernière zone de The Scars of Velious, le Plan de la Duperie, est un concentré de création et innove en matière de contenu dans les MMORPG. L'atmosphère de cette zone, très 'Alice au pays des merveilles' et d'un style enfantin et coloré, donne au jeu un tout autre visage. Les nombreuses énigmes qui parsemaient cette zone furent longues à résoudre par la communauté, mais ceci fut une réussite pour Everquest qui réussit à couper avec les classiques en prenant des risques qui furent appréciés. Le 9 octobre 2003, ce Plan fut largement modifié (revamp) et perdit une partie de son charme si unique.

## The Shadows of Luclin
The Shadows of Luclin (SoL) est la troisième extension du jeu EverQuest.
Sortie en décembre 2001, cette extension introduit la lune de Luclin, un satellite de Norrath, ainsi que la race des Vah-Shirs et la classe de Belluaire (Beastlord). Parmi les nouveaux monstres se trouvent les Shissars (sorte de serpents) et les Akhevans. L'extension apporte également un nouveau moteur graphique et offre aux joueurs la possibilité de personnaliser leur interface graphique. Elle introduit également les points d'avancement alternatifs (AA) et la zone du Bazar, dédiée au commerce.
Elle inclut de nombreuses nouvelles zones pour tous les niveaux, plusieurs cibles de raids tels que l'Empereur Seru, et une zone spécialement dédiée aux raids, Vex Thal. Le Temple de Ssraeshza présente par ailleurs des défis inédits.

### Controverse
La zone de Vex Thal fut l'objet de nombreuses controverses parce qu'elle n'était pas entièrement fonctionnelle dès la sortie de l'extension, que sa conception même incitait à la compétition entre joueurs pour atteindre le premier telle ou telle cible, que la quête pour y accéder était trop longue (plusieurs semaines) et qu'il fallait parfois plus de 6 heures de progression dans la zone pour atteindre certaines cibles.
Le nouveau moteur graphique connut également quelques ratés à la sortie de l'extension. De plus, le Bazar, une zone dédiée au commerce, ne fut finalement ouvert qu'au bout de plusieurs mois. Ainsi, l'extension Shadows of Luclin fut rapidement perçue par beaucoup comme un produit inachevé.
Pour nombre de joueurs, Shadows of Luclin marqua un certain déclin du jeu, loin de la popularité unanime des deux précédentes extensions The Ruins of Kunark et The Scars of Velious.

## The Planes of Power
The Planes of Power (PoP) est une extension du jeu EverQuest sortie en 2002. Elle propose aux joueurs de les emmener dans les Plans des dieux, il ne s'agit donc pas cette fois d'un nouveau continent ou d'une planète dans l'univers d'EverQuest.
L'extension permet aux joueurs d'augmenter leur niveau maximal de 60 à 65, introduisant de nouveaux sorts et disciplines correspondants.
Elle ajoute également du contenu pour les joueurs les plus avancés (à l'époque) et propose des défis et une diversité rappelant le jeu originel.
En plus d'ajouter de nouvelles zones, l'extension propose un système de portails permettant de se déplacer facilement dans le monde d'Everquest. Les joueurs peuvent alors passer d'une région à une autre via ce plan central appelé le Plan de la Connaissance.
La plus importante particularité de The Planes of Power est de proposer une quête progressive pour l'avancement à travers les différents plans que compte l'extension. À l'arrivée dans le Plan de la Connaissance, seul un dixième des plans sont accessibles (et à partir du niveau 46 uniquement), et il faudra donc tout d'abord réaliser différentes tâches pour y progresser.
Les joueurs pourront évoluer à travers les différents plans, et y rencontrer les dieux qui ont façonné le monde de Norrath :  Karana, Saryrn, Mithaniel Marr, Terris-Thulé, Bertoxxulous, Le Tribunal, Rallos Zek, Solusek Ro et autres Cazic-Thulé seront parmi les nombreux adversaires à combattre pour atteindre la prison de Zebuxoruk.
L'objectif final de l'extension est d'accéder au Plan du Temps (Plane of Time). Pour cela il faut vaincre les quatre avatars des dieux du Feu (Fennin Ro), de l'Eau (Coirnav), de l'Air (Xégonie) et de la Terre (l'Avatar de la Terre, protégé par les 12 Conseillers du Rathys) dans leurs quatre plans élémentaires respectifs, ces avatars ne pouvant être vaincus qu'avec une organisation bien rodée de 40 à 100 joueurs (à la sortie de l'extension).
Cette extension marque un changement radical dans la manière d'aborder le jeu, et elle fut d'ailleurs saluée par la communauté. Le jeu devient plus dynamique et plus difficile au sens de l'organisation. Il n'est plus nécessaire d'attendre des heures un évènement particulier, celui-ci peut être activé quand bon le semble, mais il faut néanmoins avoir les compétences et l'expérience pour le surmonter.
L'entrée dans le Plan du Temps et la progression à travers ce Plan (progression en 6 phases de difficulté croissante) constitue alors un important challenge qui, pour chaque guilde de chaque serveur, est salué par la communauté tout entière.
Le niveau recommandé est de 55 ou plus pour les premiers plans mais demande au minimum le niveau 60 pour les plans suivants.

### Faits importants
- Premières guildes à être rentrées dans le Plan du Temps :
  - 1 - La guilde Afterlife sur le serveur 'Mithaniel Marr' en mai 2003.
  - 2 - La guilde Township Rebellion du serveur 'Stormhammer', peu après.
- Premières guildes à avoir vaincu Quarm, le boss du Plan (phase 6) :
  - 1 - La guilde Township Rebellion du serveur 'Stormhammer'.
  - 2 - La guilde Afterlife sur le serveur 'Mithaniel Marr', un jour plus tard.

## The Legacy of Ykesha
The Legacy of Ykesha (LoY) est la quatrième extension du jeu EverQuest.
Sortie en février 2003, c'est la première extension entièrement disponible en téléchargement (il n'était pas indispensable d'acheter la boîte en magasin).

### L'histoire
Les Frogloks se sont installés par la force dans la cité troll de Grobb, en la renommant Gukta. Les trolls se sont réfugiés chez les elfes noirs à Neriak. Les trolls du clan du Crâne Brisé (Broken Skull), rivaux avec ceux de Grobb, ont trouvé refuge dans les nouvelles zones de l'extension.

### Les nouveautés
- Une nouvelle race jouable : les Frogloks, des créatures proches des grenouilles déjà présentes dans le jeu d'origine. Cette race possède des capacités pulmonaires améliorées, lui permettant de respirer plus longtemps sous l'eau.
- La possibilité de teindre les armures.
- Un plus grand nombre d'emplacements en banque.
- Un nouvel outil de gestion des guildes.
- Un nouvel outil de recherche de groupe.
- Un système cartographique évolué.
- L'apparition de charmes, pièce d'armure dont les statistiques varient en fonction d'un facteur lié au charme : nombre de personnes présentes dans la zone, maîtrise des langues, utilisation d'un sort d'illusion ...
- Une nouvelle monture, le drogmor.

## Lost Dungeons of Norrath
Lost Dungeons of Norrath (LDoN) est la sixième extension pour le jeu EverQuest.
Elle fut disponible en téléchargement dès le mois de septembre 2003. Les acheteurs de la version boîte furent récompensés d'un item pour le jeu (un sac magique). SoE prit ensuite l'habitude d'utiliser ce moyen pour inciter les joueurs à l'achat de la version boîte pour les extensions suivantes.
La grande nouveauté de LDoN est l'introduction de donjons instanciés. Les donjons sont répartis en 5 thèmes, chaque thème possédant une dizaine de variantes :
- Deepest Guk
- Miragul's Menagerie
- Mistmoore Catacombs
- Rujarkian Hills
- Takish-Hiz

Les missions à l'intérieur des donjons se font en groupe ou en raid, dans un temps limité (environ 1 heure) et avec un objectif prédéfini : tuer X monstres, récolter X items, sauver un personnage égaré au fond du donjon ... Chaque mission réussie octroie un certain nombre de points d'aventure qui peuvent ensuite servir à acheter de l'équipement, des sorts ou des augmentations.
Les augmentations sont l'autre grande nouveauté de cette extension. Comme leur nom l'indique, elles permettent d'augmenter les statistiques des pièces d'armure, chacune possédant désormais un ou plusieurs emplacements pour recevoir ces augmentations. Les équipements achetés avec des points d'aventure étaient à l'époque particulièrement appréciés car ils possédaient 3 emplacements d'augmentation !

## Gates of Discord
Pour les articles homonymes, voir GOD.
Gates of Discord (GoD) est la septième extension pour le jeu EverQuest.
La confrérie des Wayfarers apparue avec l'extension précédente Lost Dungeons of Norrath vient de découvrir un nouveau continent, nommé Taelosia, au-delà des mers d'Odus. Ils y installent un campement et mettent en place un système de téléportation. Il apparaît que les anciens habitants du continent ont presque tous disparu, celui-ci ayant été envahi par des créatures particulièrement hostiles.
L'extension s'adresse aux joueurs de niveau 50 et au-delà. Il y a 18 nouvelles zones, parmi lesquelles plusieurs instances de groupe ou de raid, et une vingtaine de nouveaux modèles de monstres.

### Les nouveautés
C'est avec GoD qu'apparaît dans EverQuest la classe du berserker, un combattant spécialisé dans les armes à deux mains, notamment la hache, le rendant ainsi capable de produire d'importants dégâts sur les monstres qu'il combat. Ils peuvent également combattre à distance en lançant des haches magiques, ralentir leur cible en l'attaquant à la jambe, l'étourdir en l'attaquant à la tête, ou encore l'affaiblir en la faisant saigner abondamment.
Le Casino fait également son apparition. Les joueurs peuvent y acheter des jetons et obtenir, s'ils ont de la chance, des récompenses, en général de la nourriture ou des gemmes. Les plus chanceux gagnent un « Golden Ticket » (ticket en or) qui leur permet d'obtenir un item rare, généralement un item retiré du jeu auparavant.
L'artisanat est simplifié. Désormais, les joueurs peuvent accéder à une liste de recettes directement depuis le jeu, et même effectuer certaines combines sans avoir à rassembler les ingrédients éparpillés dans divers sacs, ce qui représente une économie de temps précieuse.
Une autre nouveauté est le système des Tributs, permettant aux joueurs de se débarrasser d'items encombrants en échange de quelques points de tribut, points qu'ils pourront ensuite dépenser pour obtenir des bonus lors de leurs combats.
Enfin, GoD introduit le système des Leadership AA qui permettent à un joueur d'apporter divers bonus à son groupe : augmenter les HP / Mana, voir un cercle autour de la cible du groupe, voir quelle cible est visée par un membre du groupe, etc.

### Un lancement difficile
Dès son lancement, l'extension doit faire face à de vives critiques de la part des joueurs, le contenu n'étant manifestement pas finalisé et la difficulté trop élevée. Il apparaîtra plus tard que l'extension avait été dès le départ prévue pour des joueurs de niveau 70 alors même que le niveau maximal des joueurs était 65 (le niveau 70 ne sera finalement introduit qu'avec l'extension suivante, Omens of War, en février 2004).
Par ailleurs, une amélioration du moteur graphique mise en place à la même période oblige les développeurs à corriger de nombreux bugs graphiques, retardant d'autant les corrections sur la difficulté même de l'extension.
À cette époque, quelques-unes des plus grosses guildes, parmi lesquelles Afterlife, Fires of Heaven ou Keepers of the Faith, quittent EverQuest devant la difficulté quasi insurmontable de certains raids et le peu de soin apporté par SoE à la finition de l'extension avant sa sortie. Un certain nombre de membres de ces guildes deviennent bêta testeurs pour World of Warcraft qui sortira plus tard dans la même année.
En réponse au mécontentement des joueurs, SoE organise une rencontre durant l'été 2004 afin de faire le point, et retarde le lancement de l'extension suivante afin de remettre GoD sur les rails.

## Omens of War
Omens of War (OoW) fait passer le niveau maximal de 65 à 70, introduit de nouvelles armes épiques 2.0 ainsi que des points de faveur pour la guilde.

## Dragons of Norrath
Dragons of Norrath (DoN) ajoute de nouvelles zones instanciées, avec des quêtes offrant une récompense sous la forme de cristaux. Il existe quatre ennemis principaux, le plus coriace étant Vishimtar, un dragon très puissant, considéré alors comme le second monstre le plus dur du jeu après l'Overlord Mata Muram. Cette petite extension est considérée comme particulièrement réussie par les joueurs [réf. nécessaire].

## Depths of Darkhollow
Depths of Darkhollow (DoD) ajoute un nouveau monde souterrain, introduit deux nouveaux concepts de jeu : les Monster Missions qui permettent de jouer un monstre et de repousser les assauts de joueurs ; et les Spirit Shrouds qui permettent, tout en jouant une créature de niveau inférieur ou égal au sien, de gagner de l'expérience pour son personnage principal ce qui permet par exemple aux joueurs très avancés de jouer avec des amis qui ne le sont pas autant.

## Prophecy of Ro
Prophecy of Ro (PoR) introduit de nouvelles zones comme Plane of Rage, et son dieu Sullon Zek, Plane of Magic et le dieu Druzzil, et la cité perdue de Takish-Hiz ainsi qu’une nouvelle apparence pour Freeport et le Désert de Ro. Elle ajoute de nouveaux concepts comme les pièges (traps), les sphères d'influence (auras), les objets destructibles et les filtres de buffs.

## The Serpent's Spine
The Serpent's Spine (TSS), la douzième extension, introduit la nouvelle race des Drakkins, mi-hommes mi-dragons, repousse la limite maximale des niveaux de personnage à 75 et introduit une nouvelle ville, Crescent Reach.

## The Buried Sea
The Buried Sea (TBS), la treizième extension, introduit des combats navals et sous-marins, des bannières de guilde, des communautés d'amis et des objets énergétiques.

## Secrets of Faydwer
Secrets of Faydwer (SoF) est la quatorzième extension d'EverQuest. Elle repousse la limite maximale des niveaux de personnage à 80 et introduit des objets héroïques.

## Seeds of Destruction
Seeds of Destruction (SoD) est la quinzième extension d'EverQuest. Elle repousse la limite maximale des niveaux de personnage à 85 et introduit des mercenaires dont les joueurs peuvent louer les services. Elle est sortie le 21 octobre 2008.

## Underfoot
Underfoot est la seizième extension d'EverQuest. Elle est sortie le 15 décembre 2009. Elle ajoute une fenêtre de ciblage améliorée (« Extended Target ») ainsi qu'un système de suivi de la progression (« Achievement Window »).

## House of Thule
House of Thule est la dix-septième extension d'EverQuest. Elle est sortie le 12 octobre 2010. Outre le passage au niveau maximal 90, elle introduit le « Player Housing » permettant à chaque joueur d'avoir sa propre maison, ainsi que de nombreuses modifications relatives à la gestion des sacs et de l'inventaire.

## Veil of Alaris
Veil of Alaris est la dix-huitième extension d'EverQuest. Elle est sortie le 15 novembre 2011. Outre le passage au niveau maximal 95, elle apporte des modifications substantielles au système de gestion des barres de raccourcis (« hotbars » en anglais), la possibilité d'échanger de l'argent et des items par la messagerie interne au jeu, de nouveaux halls de guilde basés sur le système du « Player Housing » introduit avec l'extension précédente, des trophées de guilde, et une gestion améliorée des rangs des membres au sein d'une guilde.

## Rain of Fear
Rain of Fear est la dix-neuvième extension d'EverQuest. Elle est sortie le 28 novembre 2012. Outre le passage au niveau maximal 100, elle introduit de nouveaux types d' « achievements » : les « Slayer » obtenus en tuant un grand nombre de monstres, et les « Collections » complétées en ramassant des objets trouvés au sol ou sur les monstres. Un nouveau système permet au joueur d'évaluer son aggro par rapport aux autres membres de son groupe ou raid. Il est maintenant possible d'accéder au Bazar depuis n'importe quelle zone, et de passer en mode « vendeur » tout en étant déconnecté. Rain of Fear instaure un nouveau mode de distribution des extensions : outre le contenu initial proposé en novembre 2012, deux autres contenus additionnels, « Shadow of Fear » et « Heart of Fear » viennent compléter l'extension l'année suivante.

## Call of the Forsaken
Call of the Forsaken est la vingtième extension d'EverQuest. Elle est sortie le 8 octobre 2013. Elle introduit les « Heroic Adventures » (des instances offrant un contenu généré aléatoirement selon la composition et le niveau du groupe), de l'équipement et des capacités spécifiques pour les mercenaires, ainsi que deux emplacements supplémentaires de banque partagée.

## The Darkened Sea
The Darkened Sea est la vingt et unième extension d'EverQuest. Elle est sortie le 28 octobre 2014. Outre le passage au niveau 105, elle ajoute un porte-clefs permettant de rassembler les différentes montures possédées par le joueur et de pouvoir bénéficier simultanément du bonus d'une monture et de l'aspect visuel d'une autre monture.

## The Broken Mirror
The Broken Mirror est la vingt-deuxième extension d'EverQuest. Elle est sortie le 18 novembre 2015. Elle propose des versions instanciées de Plane of Fear et Plane of Hate offrant des raids allant du niveau 75 à 105, ainsi qu'un porte-clefs pour les illusions.

## Empires of Kunark
Empires of Kunark est la vingt-troisième  extension d'EverQuest. Elle est sortie le 16 novembre 2016. Elle propose un porte-clefs pour les familiers.